# Vizcondado de Trancoso

El vizcondado de Trancoso es un título nobiliario portugués creado en 1855 por el  rey Pedro V.

## Vizcondes de Trancoso
|                      | Titular                                                       | Periodo              |
| Creación por Pedro V | Creación por Pedro V                                          | Creación por Pedro V |
| -------------------- | ------------------------------------------------------------- | -------------------- |
| I                    | Maria do Carmo da Costa de Macelo e Ornelas de Sequira Reimão | 1855-1856            |
| II                   | Bartolomeu da Costa Macedo Giraldes Barba de Menezes          | 1856-1900            |
| III                  | Alfonso Giraldes y Gurowski                                   | 1900-1935            |
| IV                   | José Luis Giraldes y de la Helguera                           | 1936-1996            |
| V                    | Alfonso Giraldes y Herrero                                    | 1996-2004            |
| VI                   | José Luis Giraldes y Herrero                                  | 2004-                |

## Historia y descendencia de los vizcondes de Trancoso
- Maria do Carmo da Costa Macedo Omelas de Sequira Reimao (1801-1856), I vizcondesa de Trancoso. Casó con Francisco Antonio Marqués Giraldes Barba de Meneses (n.1780)

- - Bartolomeu da Costa de Macelo Giraldes, (1842-1900),[1] II vizconde de Trancoso. Casó en Madrid en 1876con Mª Cristina Gurowski y de Borbón, hija del conde Ignacio Gurowski y de la infanta española Isabel Fernandina de Borbón y Borbón Dos Sicilias.

- -     - Alfonso Giraldes y Gurowski (Madrid 1877-1935), III vizconde de Trancoso. Casó en Madrid en 1898 con Amalia de Helguera y García.

- -     -       - Mª Isabel Giraldes y de la Helguera (n.1912-1995)
      - Alfonso Luis Giraldes y de la Helguera (1913-1936)
      - José Luis Giraldes y de la Helguera (1915-1996),[2] vizconde de Trancoso. Casó con Dionisia Herrero y Pelaéz (f.2004).

- -     -       -         - Alfonso Giraldes y Herrero (1942-2004). IV vizconde de Trancoso.
        - José Luis Giraldes y Herrero (1948). V vizconde de Trancoso.[3]

- -     -       - Manuel Giraldes y de la Helguera (n.1917). Casó con Teresa García y Achiaga.

- -     -       -         - Enrique Giraldes y García (1944)
        - Teresa Giraldes y García (1950).

- -     -       - Mª Luisa Giraldes y de la Helguera (n.1919)
      - Enrique Giraldes y de la Helguera (1921-1942)

- -     - Mª Isabel Giraldes y Gurowski (1878-1942)
    - Fernando Giraldes y Guroski (1884-1966)
    - Enrique Giraldes y Guroski (1888-1915)